# Центральна залізниця Нью-Йорка
Центральна залізниця Нью-Йорка (англ. New York Central, звітний знак NYC) була залізницею, яка в основному працювала в районах Великих озер і Середньоатлантичного регіону Сполучених Штатів. Залізниця в першу чергу з'єднувала Нью-Йорк і Бостон на сході з Чикаго і Сент-Луїсом на Середньому Заході, а також з проміжними містами Олбані, Буффало, Клівленд, Цинциннаті, Детройт і Сіракузи. Штаб-квартира New York Central розташовувалася в Центральній будівлі Нью-Йорка, поряд з найбільшою станцією, Гранд Сентрал Термінал.
Залізниця була заснована в 1853 році, об'єднавши кілька існуючих залізничних компаній. У 1968 році Нью-Йорк об'єднався зі своїм колишнім конкурентом Pennsylvania Railroad, щоб утворити Penn Central. Penn Central збанкрутувала в 1970 році і об'єдналася з Conrail в 1976 році. Conrail була розбита в 1999 році, і частини її системи були передані CSX і Norfolk Southern Railway, а CSX Transportation придбала більшу частину старих колій New York Central.
Широка траса існувала в штатах Нью-Йорк, Пенсильванія, Огайо, Мічиган, Індіана, Іллінойс, Массачусетс і Західна Вірджинія, а також додаткова траса в канадських провінціях Онтаріо (Південно-Західний і Східний Онтаріо) і Квебек (на південь від Монреаля). Наприкінці 1925 року Нью-Йорк пройшов 11 584 милі (18 643 км) доріг і 26 395 миль (42 479 км) шляхів; наприкінці 1967 року пробіг становив 9 696 миль (15 604 км) і 18 454 миль (29 699 км).

## Історії
Залізниця Mohawk і Hudson була найстарішим сегментом злиття в Центральну залізницю Нью-Йорка і була першою постійною залізницею в штаті Нью-Йорк і однією з перших залізниць у Сполучених Штатах. У 1826 році було зафрахтовано для з'єднання річки Могок в Скенектаді з річкою Гудзон в Олбані, забезпечуючи шлях для вантажів і особливо пасажирів щоб уникнути великих і трудомістких шлюзів на каналі Ері між Скенектаді і Олбані. Могок і Гудзон відкрилась 24 вересня 1831 року, а 19 квітня 1847 року змінила назву на Albany and Schenectady Railroad.

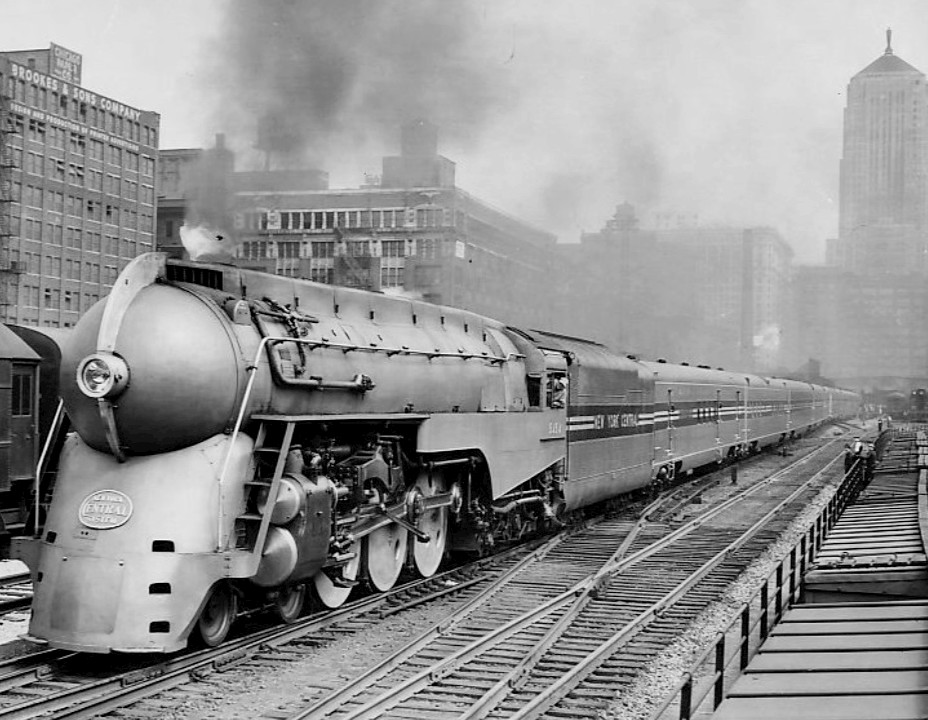
Обтічний паровоз NYC Hudson відправляється зі станції LaSalle Street Station, Чикаго, 1938

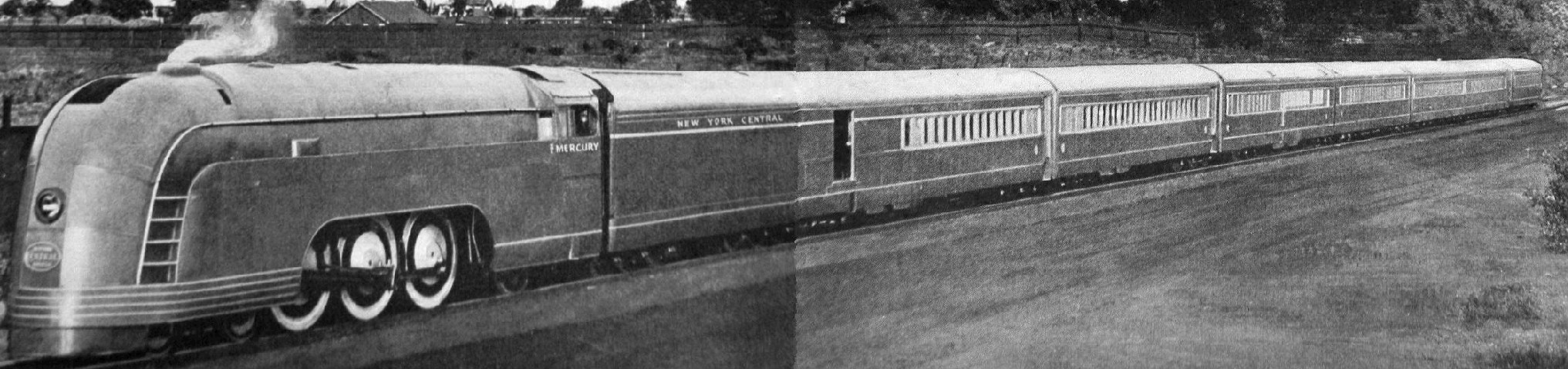
Паровий локомотив Mercury (train), 1936

Парові локомотиви центральної залізниці Нью-Йорка були оптимізовані для швидкісних локомотивів на цій ділянці залізниці, а не для повільного перевезення вантажів. Це локомотиви які добре відомі за своїми класифіквціями, вони включали такі як 4-6-4 New York Central Hudson, зокрема J-3a 1937–38 років, 4-8-2. В епоху другої світової війни – 1940 L-3 і 1942 L-4 Mohawks; і Niagaras 1945-46 S-класу: швидкі локомотиви 4-8-4 часто вважаються втіленням цінності для шанувальниками паровозів.
Протягом двох третин двадцятого століття в центрі Нью-Йорка були одні з найвідоміших потягів у Сполучених Штатах. Це 20th Century Limited, стартувавший в 1902 році, курсував між Центральним терміналом у Нью-Йорку та станцією LaSalle Street, Чикаго, і був найвідомішим поїздом, відомим своїм обслуговуванням на червоній доріжці та першокласним обслуговуванням. Останній запуск відбувся 2–3 грудня 1967 року.
У середині 1930-х років багато залізничних компаній впроваджували обтічні локомотиви; поки New York Central не представив Commodore Vanderbilt, всі вони були дизель-електричними. Вандербільт був першим обтічним паровозом у Нью-Йорку.
У Нью-Йорку відбувся модернізований паровий потяг Rexall 1936 року, який об’їздив 47 штатів, щоб рекламувати мережу аптек Rexall та забезпечити місце для конференцій компаній. Паровий Century, який йшов по маршруту рівня води, міг завершити подорож довжиною 960,7 миль за 16 годин після його оптимізації 15 червня 1938 року (зробив це за 15,5 годин протягом короткого періоду після Другої світової війни). Також відомими були нью-йоркський Empire State Express, який курсував з Нью-Йорка через північну частину штату Нью-Йорк до Буффало і Клівленда, і Ohio State Limited, що курсував між Нью-Йорком і Цинциннаті.